# Supuru de Sus, Satu Mare
Supuru de Sus este un sat în comuna Supur din județul Satu Mare, Transilvania, România.

## Galerie de imagini

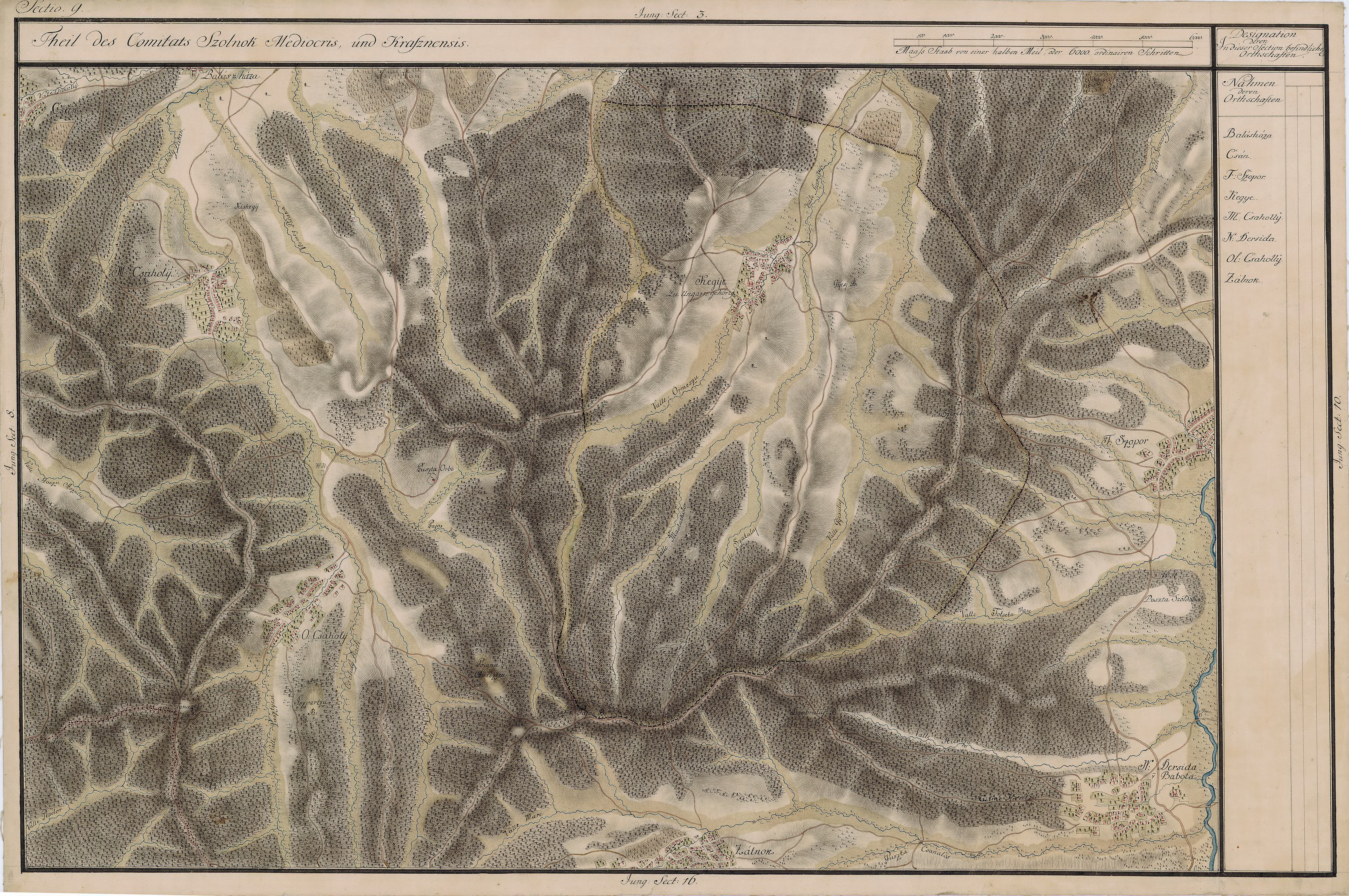
Supuru de Sus în Harta Iosefină a Transilvaniei
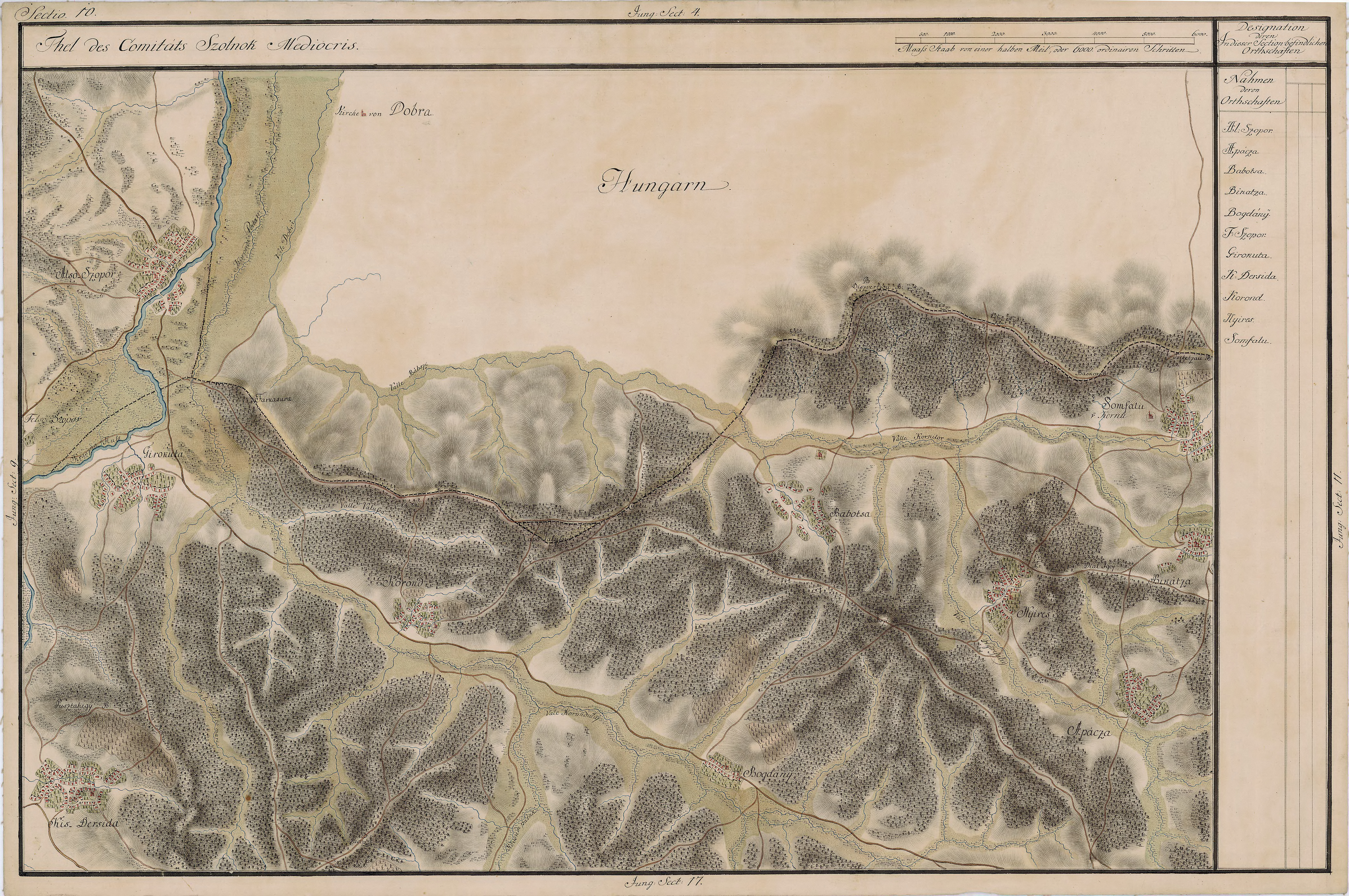
Supuru de Sus în Harta Iosefină a Transilvaniei

 Acest articol despre o localitate din județul Satu Mare este deocamdată un ciot. Puteți ajuta Wikipedia prin completarea lui.